# Civic Parade, New York City
Civic Parade, New York City è un cortometraggio muto del 1913. Non si conosce il nome del regista del documentario prodotto dalla Edison.

## Produzione
Il film fu prodotto dalla Edison Company.

## Distribuzione
Distribuito dalla General Film Company, il film - un documentario di 75 metri - uscì nelle sale cinematografiche degli Stati Uniti il 18 giugno 1913. Nelle proiezioni, veniva programmato con il sistema dello split reel, accorpato in un'unica bobina con un altro cortometraggio prodotto dalla Edison, la commedia He Would Fix Things.